# 何琢言
何琢言（1988年11月26日—），浙江杭州人，中华人民共和国女演員，曾為華誼兄弟公司簽約藝人，曾參演由張紀中執導《鹿鼎記》的雙兒及《倚天屠龍記》的小昭。

## 演藝歷程
自小很喜歡唱歌的何琢言在2005年報名參加由湖南衛視舉辦的「超級女聲」歌唱大賽，她曾說”其實那個時候去參加超女完全是學生時代一個小小的圓夢經歷。”雖然最終只得杭州唱區第6名，她並沒有簽約進入娛樂圈，然而回校繼續讀書。
2006年，正就讀杭州藝術學校的何琢言參加了由雅虎主辦的「雅虎搜星」比賽，獲得張紀中組冠軍，贏得不可多得的機會：拍攝雅虎電視廣告《前世今生》、簽約華誼兄弟公司、飾演《鹿鼎記》雙兒角色。這次比賽讓她踏上屬於自己的星光道路。
拍攝完《鹿鼎記》，2007年也參演了《大唐遊俠傳》裡中的王燕羽、《兵聖》的國莫離。同年4月，獲福布斯頒發《最具潛力名人獎》，當年只有18歲的何琢言是福布斯獲獎歷史上最年輕的明星。
一邊拍劇一邊讀書的何琢言在2008年順利畢業。隨後接演《倚天屠龍記》裡的小昭，她表示很感動得到這份殊榮可以演金庸先生筆下兩個最可愛的人物。劇中小昭的出演無論從服飾，造型還是演技都獲得不少好評。
一直以來拍攝古裝劇的何琢言首次參演時裝喜劇《青春進行時》，飾演一名野蠻女友，一改以往清甜形象。及後她又客串了《西遊記》白鼠精及電影《全城熱戀》。
2010年，何琢言參加近代戰爭劇《拯救女兵司徒慧》的拍攝，為了角色而去增肥，拍攝完証實患上甲狀腺炎，由於身體原因，停止一切工作配合治療。2010年下半年身體有所好轉，接拍了《財神有道》，但甲狀腺反復又暫停工作。經過一年的時間休養，2011年10月復出接演《刑名師爺》。
2016年，何琢言再时隔四年演出谍战剧《守卫者》。

## 比賽歷程

### 超級女聲
何琢言參加2005年超級女聲，獲得杭州唱區第6名。
| 日期          | 比賽場次             | 參賽歌曲                   | 原唱歌手  | 備註                          |
| ------------- | -------------------- | -------------------------- | --------- | ----------------------------- |
| 2005年5月24日 | 杭州唱區海選         | 羽毛                       | 王心凌    |                               |
| 2005年5月24日 | 杭州唱區海選         | 天黑黑                     | 孫燕姿    |                               |
| 2005年6月5日  | 杭州唱區50進20複賽   | 揮著翅膀的女孩             | 容祖兒    |                               |
| 2005年6月5日  | 杭州唱區50進20複賽   | 歐若拉（PK曲目）           | 張韶涵    |                               |
| 2005年6月12日 | 杭州唱區20進10晉級賽 | 手心的太陽                 | 張韶涵    | 通過                          |
| 2005年6月12日 | 杭州唱區20進10晉級賽 | 天黑黑（清唱）             | 孫燕姿    | 通過                          |
| 2005年6月12日 | 杭州唱區20進10晉級賽 | 月亮代表我的心（清唱命題） | 鄧麗君    | 通過                          |
| 2005年6月19日 | 杭州唱區10進7晉級賽  | 你要的愛                   | 戴佩妮    | 通過                          |
| 2005年6月19日 | 杭州唱區10進7晉級賽  | 當你                       | 王心淩    | 待定                          |
| 2005年6月19日 | 杭州唱區10進7晉級賽  | 姐妹（合唱PK）             | 張惠妹    | 與沈嬪嬪、鄭靖文合唱，PK通過  |
| 2005年6月26日 | 杭州唱區7進5晉級賽   | 遇見                       | 孫燕姿    | 通過                          |
| 2005年6月26日 | 杭州唱區7進5晉級賽   | 愛你                       | 王心淩    | 待定                          |
| 2005年6月26日 | 杭州唱區7進5晉級賽   | 一千零一個願望（合唱PK）   | 4 in Love | 與丁叮、鄭靖文合唱，PK待定    |
| 2005年6月26日 | 杭州唱區7進5晉級賽   | 想家（清唱PK）             | 卓文萱    | PK落敗被淘汰，得杭州唱區第6名 |

### 雅虎搜星
何琢言參加2006年雅虎搜星，獲得張紀中組冠軍。

## 影视作品

### 电影
| 上映年份 | 电影名               | 角色         |
| 2010     | 全城熱戀             | 工廠女孩小麗 |
| 2014     | 斐濟99℃愛情          | 唐蜜         |
| 2019     | 當我們海闊天空       | 梦媛         |
| 2022     | 狂鳄（網絡电影）     | 小芋         |
| 2022     | 野蛮女友（網絡电影） |              |

### 电视剧
| 首播年份 | 剧名           | 角色            | 备注       |
| 2008年   | 鹿鼎記         | 雙兒            |            |
| 2008年   | 大唐遊俠傳     | 王燕羽          |            |
| 2009年   | 青春進行時     | 何琢言          |            |
| 2009年   | 倚天屠龍記     | 小昭            |            |
| 2009年   | 兵聖           | 國莫離          | [ 4 ]      |
| 2010年   | 拯救女兵司徒慧 | 司徒慧          |            |
| 2011年   | 西遊記         | 白鼠精          |            |
| 2012年   | 刑名師爺       | 夏鳳儀          |            |
| 2013年   | 財神有道       | 蘭花仙子/兰郡主 |            |
| 2016年   | 執念師第二季   | 孟婵            | 網絡劇     |
| 2016年   | 就這麼狐鬧     | 蘇妲己          | 網絡劇     |
| 2021年   | 大浪淘沙       | 李惠馨          | 客串       |
| 待播     | 守卫者         |                 | 2016年拍攝 |
| 待播     | 大局为重       |                 | 網絡劇     |

### 舞台劇
- 2010年 《守望夢想》出演女主角
- 2012年 《滿城全是金字塔》飾演 伊靚法拉莉

## 音樂作品

### 單曲
- 2005年 《倒數三秒說愛你》

### MV演出
- 2007年 BOBO《光榮》MV出演女主角

## 獎項
- 2006年 “雅虎搜星”張紀中組冠軍
- 2007年 福布斯中國“最具潛力名人”獎
- 2008年 新浪電視劇第二季度評選“最佳熒屏情侶”獎（與黃曉明、應采兒、舒暢、胡可、劉孜、劉芸、李菲兒共同獲得）
- 2008年 福建城市聯盟電視頒獎典禮（由福州、廈門、泉州三個市級電視台聯合主辦）“最受觀眾喜歡新人”獎

## 外部連結
- 何琢言的新浪博客
- 何琢言的新浪微博
- 華誼兄弟何琢言個人主頁
- 何琢言國際官方網站
- 何琢言官網圖片組
- 何琢言官網視頻組[永久]
- 何琢言多媒體資料庫